# Ipaporanga
Ipaporanga is een gemeente in de Braziliaanse deelstaat Ceará. De gemeente telt 11.768 inwoners (schatting 2009).